# Les Années lumière (film)
Pour les articles homonymes, voir Les Années lumière.
Pour plus de détails, voir Fiche technique et Distribution.
Les Années lumière est un film franco-suisse réalisé par Alain Tanner, sorti en 1981.

## Synopsis
Jonas est un jeune serveur de 25 ans qui travaille dans un bar en Irlande, il y rencontre Poliakov, un vieil homme étrange. Celui-ci lui laisse un livre. Peu de temps après Jonas quitte son travail et part rejoindre Poliakov qui vit dans un garage automobile à l'abandon. Jonas va se soumettre à une sorte de rite initiatique afin de découvrir le secret du vieil homme.

## Fiche technique
- Titre : Les Années lumière
- Réalisation : Alain Tanner
- Scénario : Alain Tanner d'après le roman La Voie sauvage de Daniel Odier
- Production : Pierre Héros
- Musique : Arié Dzierlatka
- Photographie : Jean-François Robin
- Montage : Brigitte Sousselier
- Décors : John Lucas
- Pays d'origine : Suisse - France
- Format : Couleurs
- Genre : drame
- Durée : 105 minutes
- Date de sortie : 1981
- Affiche : René Ferracci (France)

## Distribution
| - Trevor Howard : Yoshka Poliakoff - Mick Ford : Jonas - Bernice Stegers : La paysanne, Betty - Henri Virlogeux : Le notaire - Mannix Flynn : Le garçon ivre - Odile Schmitt : La danseuse - Don Foley : Le patron du café | - Gabrielle Keenan : La fille au bar du village - John Murphy : Un client du bistrot - Jerry O'Brien : Le patron du café - Louis Samier : L'homme à la camionnette - Joe Pilkington : Thomas - Vincent Smith : Un policier |

## Distinctions
- Grand prix spécial du jury au festival de Cannes 1981